# The Miracles
The Miracles, también conocidos como Smokey Robinson and the Miracles entre 1965 a 1972, fue un grupo vocal estadounidense de rhythm and blues considerado como uno de los grupos más importantes e influyentes de la música popular del siglo XX. Conocidos como el "supergrupo de soul" de la compañía discográfica Motown, desde su formación a mediados de la década de 1950 hasta su disolución en 1978, The Miracles registraron más de 50 éxitos en las listas Billboard.

## Historia

### Inicios
El grupo fue formado en 1955 por cinco amigos adolescentes, estudiantes todos del Northern High School de Detroit, bajo el nombre de The Matadors. Tres de los miembros fundadores, Smokey Robinson, Warren "Pete" Moore y Ronnie White, habían estado cantando juntos desde que tenían alrededor de once años. El grupo original lo completaron Emerson "Sonny" Rogers y su primo Bobby Rogers. En 1957, Sonny Rogers abandonó el grupo para cumplir el servicio militar y fue reemplazado por su hermana Claudette Rogers. 
El grupo realizó una audición fallida para Brunswick Records, tras la cual, Berry Gordy, que se encontraba entre los asistentes, decidió colaborar con la banda. Publicaron su primer sencillo, "Got a Job", compuesto por Gordy, en enero de 1958 que fue distribuido por la compañía End Records. Antes de que se lanzara la canción, el grupo cambió su nombre a The Miracles. Aconsejado por Smokey Robinson, Gordy creó su propio sello en 1959, Tamla Records, embrión de lo que poco más tarde sería Motown Records. Uno de los primeros sencillos de The Miracles para Tamla, la balada "Bad Girl", se convirtió en la primera canción del grupo en figurar en la lista Billboard Hot 100. A finales de 1959, la banda se completó con la incorporación del guitarrista Marv Tarplin.

### Éxito comercial
En septiembre de 1960 publicaron "Shop Around", con el que alcanzaron por primera vez el número 1 de las listas de éxitos de Estados Unidos, superando el millón de copias vendidas. Como resultado de este éxito, The Miracles se convirtió en el primer artista de la Motown en aparecer en el programa de televisión "American Bandstand" de Dick Clark el 27 de diciembre de 1960. Posteriormente publicarían numerosos sencillos de éxito, como "You've Really Got a Hold on Me", "What's So Good About Goodbye", "Way Over There", "I'll Try Something New", "Mickey's Monkey", "Going to a Go-Go", "(Come 'Round Here) I'm the One You Need", "The Love I Saw in You Was Just a Mirage", "If You Can Want", "More Love", "I Don't Blame You at All", "Ooo Baby Baby", "The Tracks of My Tears", "My Girl Has Gone" "Special Occasion", "I Second That Emotion", "Baby Baby Don't Cry", "The Tears of a Clown", "Love Machine", "Do It Baby" o "That's What Love Is Made Of". El éxito de The Miracles allanó el camino para todas las futuras estrellas de Motown, y a su vez serviría como modelo de negocio para el futuro de la compañía discográfica.
Además de componer su propio material, Robinson, White, Rogers, Tarplin y Moore también escribieron para muchos de sus compañeros de agencia. Los éxitos de Motown escritos, pero no grabados, por miembros de The Miracles incluyen canciones para The Temptations, Mary Wells, The Marvelettes, The Contours y Brenda Holloway. A diferencia de otros artistas de la Motown, cuyas canciones fueron escritas por los compositores de la compañía, The Miracles fueron uno de los pocos artistas a los que se les permitió crear sus propias canciones.
Alrededor de 1964, Smokey Robinson fue nombrado vicepresidente de Motown, mientras que los otros miembros de grupo también comenzaron a trabajar para la compañía. Smokey y Claudette Robinson, que habían contraído matrimonio de noviembre de 1959, hicieron planes para formar una familia, pero la dura vida de las giras provocó que Claudette tuviera varios abortos espontáneos. A principios de 1964, Claudette decidió retirarse de las actuaciones en directo y quedarse en su casa de Detroit. A partir de este momento, no salió de gira con el grupo ni apareció en ninguna fotografía grupal oficial o en televisión, aunque permaneció como miembro de The Miracles y continuó cantando en las grabaciones de estudio hasta 1972.
A principios de 1965, el grupo lanzó el primer álbum doble de Motown Records, The Miracles Greatest Hits from the Beginning, que fue un éxito en las listas de álbumes de pop y R&B de Billboard. También en 1965, los Miracles lanzaron el álbum Top 10, Going to a Go-Go, bajo el nuevo nombre del grupo de "Smokey Robinson and the Miracles". De este álbum se extrajeron cuatro sencillos que alcanzaron el Top 20 en el Billboard Hot 100, " The Tracks of My Tears ", " Ooo Baby Baby ", " Going to a Go-Go " y " My Girl Has Gone ". Durante este período, su música también se abrió camino en el extranjero, influyendo en grupos británicos como The Beatles, The Hollies, The Zombies, The Who y The Rolling Stones. Los miembros de los Beatles, en particular, declararon públicamente que la música de The Miracles había influido mucho en la suya.
En 1969, Smokey Robinson decidió dejar el grupo para centrarse en su familia y en su trabajo como vicepresidente de Motown Records. Sin embargo, los planes de partida de Robinson se vieron frustrados tras el éxito de la canción "Baby Baby Don't Cry", que alcanzó el Top 10 de la lista Billboard Hot 100, y sobre todo, de "The Tears of a Clown", que llegó al número uno en el Reino Unido y Estados Unidos y llegó a vender más de tres millones de copias. Ante esta situación, Robinson decidió permanecer en el grupo dos años más. En 1970, The Miracles tuvieron su propio especial de televisión en la cadena ABC, The Smokey Robinson Show, con las estrellas invitadas The Supremes, The Temptations, Stevie Wonder y Fran Jeffries. Finalmente en 1972, Robinson dejó definitivamente la banda, siendo sustituido como vocalista principal por Billy Griffin.
En 1973, The Miracles, con Griffin a la cabeza, publicaron con gran éxito de crítica, el álbum Renaissance. Al año siguiente, en 1974, el grupo tuvo su primer top 20 en tres años con la canción funk "Do It Baby". A este le siguió el éxito top 10 en las listas de R&B, "Don't-Cha Love It". A finales del año siguiente, el grupo publicó el tema "Love Machine", incluido en el álbum City of Angels. "Love Machine" alcanzó el número uno en la lista Billboard Hot 100 a principios de 1976, el primero de la banda desde "Tears of a Clown", y vendió más de cuatro millones y medio de copias. Sin embargo, a pesar de este éxito, en 1976, la relación de The Miracles con la Motown se deterioró durante las renovaciones del contrato que unía a la banda con el sello, lo que les llevó a abandonar la compañía y firmar un contrato en 1977 con Columbia Records. El grupo no logró tener éxito durante su corta carrera en Columbia y en finalmente en 1978 se disolvió.

### Últimos años
En 1980, Ronnie White y Bobby Rogers decidieron refundar la banda bajo el nombre de "The New Miracles", reemplazando a Pete Moore y Billy Griffin con Dave Finley y Carl Cotton. Esta formación se mantuvo tres años activa, hasta que en 1983, Ronnie White decidiera retirarse del mundo del espectáculo tras la muerte de su esposa Earlyn. Casi al mismo tiempo, la mayoría de los miembros originales del grupo, incluidos Smokey Robinson y Claudette Robinson, así como Pete Moore, Marv Tarplin y Bobby Rogers, se reunieron para interpretar sus mayores éxitos en un especial de televisión en la NBC. Tras su salida de The Miracles, Smokey Robinson disfrutó de una exitosa carrera en solitario, pero tras su reencuentro con la banda en 1983, Robinson se volvió dependiente de la cocaína, lo que afectó su vida y su carrera. Superó la adicción a fines de la década de 1980 y revivió su carrera como cantante. Tras el lanzamiento de un álbum recopilatorio conmemorativo del 35 aniversario de la fundación del grupo en 1993, Ronnie White y Bobby Rogers decidieron reagrupar a The Miracles una vez más, con Dave Finley y Sidney Justin como cantante principal. Posteriormente, Rogers reemplazó a Justin con Mark Scott, quien recorrió el mundo como cantante principal del grupo. Dos años más tarde, Ronnie White murió de leucemia, dejando a The Miracles actuando como trío hasta que Tee Turner se unió al grupo en 2001. Bobby Rogers murió en marzo de 2013, 2 semanas después de cumplir 73 años. Pete Moore murió el 19 de noviembre de 2017, Carl Cotton, Marv Tarplin y Donald Griffin también fallecieron en 2003, 2011 y 2015 respectivamente.

## Reconocimientos
Durante su carrera musical, las composiciones de los miembros de The Miracles fueron premiados en numerosas ocasiones por organizaciones como BMI y ASCAP. En 1997, fueron reconocidos por la Rhythm and Blues Foundation con el Pioneer Award por sus contribuciones a la música. En 2001, el grupo fue incluido en el Vocal Group Hall of Fame. Tres años más tarde, fueron incluidos en la lista de Rolling Stone de los 100 mejores artistas de todos los tiempos en el puesto 32. En 2006, Woodbridge Estates, un barrio residencial de Detroit, nombró a una de sus calles "Miracles Boulevard", en reconocimiento a la importancia que el legendario grupo de la Motown tuvo para la ciudad y como tributo a sus muchos logros en la industria de la música. En junio de 2006, The Miracles fueron incluidos en el "Michigan Rock and Roll Legends Hall of Fame".
En 2009, todos los miembros originales del grupo (incluido Billy Griffin) obtuvieron una estrella en el Paseo de la Fama de Hollywood, a cuya ceremonia asistieron Berry Gordy y Stevie Wonder. Wonder, que había sido descubierto por Ronnie White cuando a penas era un niño declaró: "Si no fuera por The Miracles, no habría un Stevie Wonder". Gordy por su parte, agregó que sin The Miracles, "Motown no sería el Motown que es hoy". En 2011, el grupo fue incluido en el Doo-Wop Hall of Fame. Ese mismo año, la revista Goldmine los nombró como uno de los veinte mejores grupos de doo-wop de todos los tiempos. Finalmente, en 2012, 25 años después de la controvertida inducción en solitario del líder Smokey Robinson, todos los miembros originales de la banda fueron incluidos en el Salón de la Fama del Rock and Roll. Los miembros admitidos fueron Claudette Rogers-Robinson, Pete Moore, Bobby Rogers, Ronnie White (póstumamente) y Marv Tarplin (póstumamente).

## Legado
The Miracles y su música tuvieron un impacto global, influyendo en decenas de artistas de diferentes géneros musicales en todo el mundo. La formación original del grupo ha sido reverenciada constantemente por varios críticos en las principales revistas de música, recibiendo numerosos honores y premios por sus contribuciones a la industria musical. Una de sus canciones más exitosas, "The Tracks of My Tears", fue incluida en el Registro Nacional de Grabaciones de la Biblioteca del Congreso de los Estados Unidos debido a su "significado cultural, histórico y estético" en 2008. También fue elegida como una de las 10 mejores canciones de todos los tiempos por un jurado compuesto por veinte de los mejores compositores y productores de la industria, incluidos Hal David, Paul McCartney, Brian Wilson y Jerry Leiber, entre otros, para la Revista Mojo. Así mismo, Pete Moore, Marv Tarplin y Smokey Robinson fueron galardonados, como compositores de la canción con el "Premio al Mérito", otorgado por la Sociedad Estadounidense de Compositores, Autores y Editores (ASCAP). En 2021, la revista Rolling Stone seleccionó "The Tracks of My Tears" como "La mejor canción de Motown de todos los tiempos". Su álbum de 1965 repleto de éxitos, Going to a Go-Go, figura en la lista de la revista Rolling Stone como uno de "Los 500 mejores álbumes de todos los tiempos". Cuatro de las canciones del grupo fueron incluidas en el Salón de la Fama de los Grammy; "You Really Got a Hold on Me", "Tears of a Clown", "Shop Around" y "Tracks of My Tears". "You Really Got a Hold on Me" fue destacada por el Salón de la Fama del Rock & Roll como parte de su lista de "Las 500 canciones que dieron forma al Rock and Roll". El grupo también ocupó el puesto 61 en la lista de las 100 estrellas de rock más grandes de todos los tiempos de la cadena VH-1 en 1998, mientras que también ocupó el puesto 71 en la lista de los 100 artistas más grandes de todos los tiempos de la revista Billboard en 2008. También han sido incluidos en el Hit Parade Hall of Fame a partir de 2014 y el Salón de la Fama de la Música R&B en 2015.

## Miembros originales
- Claudette Rogers Robinson (1957-1972, 1983, de forma ocasional en 1993 y 2011)
- Ronald White (1955–1978, 1980–1983, 1993–1995) fallecido en 1995
- Robert "Bobby" Rogers (1955-1978, 1980–1983, 1993–2011) fallecido en 2013
- Warren "Pete" Moore (1955–1978) fallecido en 2017
- William "Smokey" Robinson, Jr. (1955–1972, 1983)
- Marv Tarplin (1958-1973) fallecido en 2011

## Discografía
The Miracles
- Hi... We're the Miracles (1961)
- Cookin' with the Miracles (1961)
- I'll Try Something New (1962)
- The Fabulous Miracles (1963)
- The Miracles Recorded Live on Stage (1963)
- The Miracles Doin' Mickey's Monkey (1963)
- I Like It Like That (1964)

Smokey Robinson & the Miracles
- Going to a Go-Go (1965)
- Away We a Go-Go (1966)
- Make It Happen (1967) (Reeditado en 1970 como The Tears of a Clown)
- Special Occasion (1968)
- Time Out for Smokey Robinson & The Miracles (1969)
- Four in Blue (1969)
- Smokey Robinson & the Miracles LIVE!
- |What Love Has...Joined Together (1970)
- A Pocket Full of Miracles (1970)
- One Dozen Roses (1971)
- Flying High Together (1972)
- Smokey Robinson & The Miracles: 1957–1972 (1972)

The Miracles
- Renaissance (1973)
- Do It Baby (1974)
- Don't Cha Love It (1975)
- City of Angels (1975)
- The Power of Music (1976)
- Love Crazy (1977)
- The Miracles (1978)